# Thisizima bovina
Thisizima bovina är en fjärilsart som beskrevs av Edward Meyrick 1928. Thisizima bovina ingår i släktet Thisizima och familjen äkta malar. Inga underarter finns listade i Catalogue of Life.